# サワー (アルバム)
『サワー』（Sour）は、オリヴィア・ロドリゴの第1枚目のオリジナルアルバム。2021年5月21日にゲフィン・レコードからリリースされた。本作は当初EPとしての制作を予定されていたが、デビューシングル「ドライバーズ・ライセンス」の大ヒットを受けて、フルアルバムに変更された。

## 概要
米国では初週で295,000枚（うち72,000はアルバム・セールス）を売上、Billboard 200で首位デビューを果たし、その後合計5週間１位を記録、女性アーティストによる最長の記録を更新した。全米／全英を含む15ヶ国で1位を記録、米国の年間チャートではモーガン・ウォレンのアルバムに次ぐ２位を記録した。
第64回グラミー賞で計7部門にノミネートされ、最優秀ポップ・ヴォーカル・アルバムを受賞、同時に最優秀ポップ・パフォーマンス、最優秀新人賞も獲得した。
アルバムのリリースに先立って3枚のシングルがリリースされ、そのすべてが米国Billboard Hot 100のトップ10にチャートインした。シングル「ドライバーズ・ライセンス」はチャートの首位を獲得し、続いて「デジャヴ」が最高3位、「グッド・フォー・ユー」が２曲目の首位を獲得し、Billboard Hot 100で２曲の初週首位シングル曲を生み出した史上初のデビュー・アルバムとなった。 
2021年6月にポスターやフォトカードなど、日本限定の特典を封入したデラックス・エディションが発売された。

## 盗作疑惑
同年、『サワー』の収録曲に盗作疑惑が持ち上がった。問題となった曲は「ブルータル」「デジャヴ」「グッド・フォー・ユー」の3曲で、それぞれエルヴィス・コステロの「Pump It Up」、テイラー・スウィフトの「Cruel Summer」、パラモアの「Misery Business」に酷似した箇所があると指摘された。
盗作疑惑を受けて「グッド・フォー・ユー」のソングライティング・クレジットにはパラモアのメンバーの名前が追加された。更にテイラーをはじめとする「Cruel Summer」のソングライター達の名前も「デジャヴ」のクレジットに追加されることとなった。

## 収録曲
| #         | タイトル                                       | 作詞  | 作曲・編曲 | 時間 |
| --------- | ---------------------------------------------- | ----- | ---------- | ---- |
| 1.        | 「ブルータル」                                 |       |            | 2:23 |
| 2.        | 「トレイター」                                 |       |            | 3:49 |
| 3.        | 「ドライバーズ・ライセンス」                   |       |            | 4:02 |
| 4.        | 「1ステップ・フォワード、3ステップス・バック」 |       |            | 2:43 |
| 5.        | 「デジャヴ」                                   |       |            | 3:35 |
| 6.        | 「グッド・フォー・ユー」                       |       |            | 2:58 |
| 7.        | 「イナフ・フォー・ユー」                       |       |            | 3:22 |
| 8.        | 「ハピアー」                                   |       |            | 2:55 |
| 9.        | 「ジェラシー、ジェラシー」                     |       |            | 2:53 |
| 10.       | 「フェイヴァリット・クライム」                 |       |            | 2:32 |
| 11.       | 「ホープ・ユーア―・オーケー」                  |       |            | 3:29 |
| 合計時間: | 合計時間:                                      | 34:41 |            |      |